# إيمان أبي طالب (كتاب)
إيمان أبي طالب ، رسالة كلامية من وجهة نظر الشيعة الإثنا عشرية في إثبات إيمان أبي طالب والد علي بن أبي طالب ، لمؤلفه الشيخ المفيد (ت. 413 هـ)، وقد اعتمد المفيد فيها على أشعار أبي طالب ودعمه للنبي وكذلك كلمات النبي في حق عمّه أبي طالب وكيفية تصرفه معه. وموضوع إيمان أبي طالب هو من المواضيع الخلافية بين الشيعة والسنة.

## دوافع التأليف
أَلَّفَ الشَيْخُ المُفِيدُ كِتَابَهُ هَذَا لإِثْبَاتِ إيْمَانِ أَبِي طَالِبٍ، حَيْثُ يَعْتَقِدُ الشَيْخُ المُفِيدُ إنَّ هُناكَ مَنْ نَفَى إيَمَانهُ تشويها لسمعة ولده من وجهة نظره، وقد تكلم المفيد -كما قال هو نفسه- في سائر آثاره عن هذا الموضوع، إلا أنّ دعوة البعض لإفراده كتابا بالخصوص ولما يحمله من فوائد جمّة دعاه إلى تصنيف هذا الكتاب.
وقد كان موضوع إيمان أبي طالب في عصر الشيخ المفيد من المواضيع الخلافية بين الشيعة والسنة، كما اُلّفت كثير من الكتب في هذا المجال.

## مضمون الكتاب وأسلوب الكتابة
قام المفيد في هذا الكتاب بإثبات إيمان أبي طالب، معتمدا على الأدلة القرآنية والتاريخية والحديثية، فاعتبر في مستهل كتابه دعم أبي طالب للنبي ونصرته له دليلا على إيمانه، كما استدلّ بالآيات القرآنية، وأشعار أبي طالب، وسيرته في الدفاع عن النبي، وكذلك كلمات النبي ﷺ في حق عمّه أبي طالب وحسن تصرّفه معه.
وقد اعتمد المفيد في تأليف هذه الرسالة على كتاب «فضائل أبي طالب وعبد المطلب وعبد الله أبي النبي (ص)» لـسعد بن عبد الله الأشعري (ت 299 - 301 هـ)، وكذلك كتاب أحمد بن محمد بن عمار (ت 346 هـ)، وسهل بن أحمد الديباجي، وعلي بن حمزة البصري التميمي (ت 375 هـ)، والذي يحمل كل منه عنوان «إيمان أبي طالب».

## أهمية الكتاب
جاء تأليف هذا الكتاب في زمان كانت مسألة إيمان أبي طالب من المسائل المثيرة للجدل بين علماء الشيعة وأهل السنة، وقال الآغا بزرك الطهراني كان هذا الكتاب من مصادر بحار الأنوار، كما اعتمد عليه علماء الشيعة، فذكر أنَّ فِخار بن مَعَد الموسوي اقتبس النصوص من كتاب المفيد واعتمدها في كتابه «الحجة على الذاهب إلى تكفير إبي طالب».

## النشر
صدرت لهذا الكتاب عدة طبعات، منها:
- طبعة صدرت في العراق سنة 1372 هـ ضمن مجموعة تأليفات قام بتحقيقها محمد حسن آل ياسين.
- طبعة صدرت في قم، سنة 1413 هـ عن المؤتمر العالمي للشيخ المفيد، وقامت مؤسسة البعثة بتحقيق الكتاب.
- طبعة صدرت في بيروت، سنة 1414 هـ عن دار المفيد.[10]

## النسخ الخطية
توجد حاليا نسخ خطية من كتاب إيمان أبي طالب، منها:
- نسخة تعود إلى سنة 986 هـ. كتبها تاج الدين صاعد، ويحافَظ عليها في المكتبة المركزية في مدينة مشهد الإيرانية.
- نسخة موجودة في مكتبة مجلس الشورى الإسلامي في إيران.
- نسخة في مكتبة آية الله الحكيم في النجف.
- نسخة في مكتبة ملك في طهران.[1]